# David R. Gibson
David Richard Gibson (Filadelfia, 1969) è un sociologo statunitense, professore associato di sociologia all'Università di Notre Dame. Nel 2013 ha pubblicato il volume Talk at the Brink: Deliberation and Decision during the Cuban Missile Crisis, che ha vinto il Premio Melvin Pollner per l'etnometodologia e l'analisi conversazionale. Per quest'ultimo campo, il sociologo ebreo americano Eviatar Zerubavel lo ha definito come uno dei suoi più emimenti colleghi..

## Biografia
Gibson trascorse l'adolescenza a Filadelfia dove conseguì il Bachelor of Arts magna cum laude presso l'Eastern College. Nel 1994 conseguì il Master of Arts all'Università della Columbia al quale l'anno dopo seguì l'M. Phil. in sociologia. Dal 1997 al 1999 fu professore associato alle cattedre di Harrison White e di Kathryn Neckerman nell'ambito di un progetto di ricerca Conflict and Cooperation in Work Groups ("Conflitto e cooperazione nei gruppi di lavoro") finanziato dal Citigroup Behavioral Sciences Research Council, presieduto dal sociologo James G. March.
Nel 1999 completò il dottorato alla Columbia con una menzione d'onore, discutendo una dissertazione dal titolo Taking Turns and Talking Ties: Conversational Sequences in Business Meetings, che era stata redatta con la supervisione dei sociologi Peter Bearman, Aaron Cicourel e Harrison White. L'ateneo recensì il lavoro con le seguenti parole:
(Pagina principale del sito della Columbia University, 1999)
Un contributo della National Science Foundation gli permise di entrare a far parte dell'Institute for Social and Economic Research and Policy della Columbia University per un post-doc nell'ambito del progetto Dynamics From Social Settings: Representations of Interdependent Social Forms, diretto da White.
Dal 2011 al 2005 fu assistente universitario a Harvard, poi all'Università della Pennsylvania, quindi lettore universitario a Princeton, e infine nel 2013 professore associato di sociologia all'Università di Notre Dame.
Dal 2007 al 2009 è stato membro del comitato di redazione della rivista accademica Social Psychology Quarterly, e, dal 2011 al 2012, di Sociological Theory.

## Accoglienza
Secondo lo storico Douglas Brinkley, il suo libro sulla crisi dei missili cubani dell'ottobre 1962 reintepreta gli eventi in una «brillante esposizione analitica [...] [e] getta una nuova luce sull'opaca diplomazia tra Kennedy e Chruščëv».
Secondo la politologa e attivista Jane Mansbridge, il volume Talk at the Brink «fornisce un importante contributo intellettuale e accademico alla nostra comprensione del comportamento umano. [...] L'insegnamento più significativo del libro è quanto possano essere determinanti le decisioni aperte e non lineari».  Nel 2013, il libro ha vinto il premio Melvin Pollner 2013 per l'etnometodologia e l'analisi della conversazione. Seguirono l recensione di Frank Harvey nella rivista Perspectives on Politics e di Erik Schneiderhan in Social Forces

Nel 2012, Gibson ha pubblicato su Nature una sintesi della sua ricerca intitolata "Decisions at the Brink ("Decisioni [prese] sull'orlo"), citata dal The New York Times, NPR e da Business Insider.